# Jerzy (Letić)
Jerzy, imię świeckie Đorđe Letić (ur. 1 maja 1872 w Starim Bečeju, zm. 8 listopada 1935 w Belgradzie) – serbski biskup prawosławny.

## Życiorys
Był synem nauczyciela Miloša Leticia i jego małżonki Milevy. Ukończył gimnazjum serbskie w Nowym Sadzie, po czym wstąpił do seminarium duchownego w Sremskich Karlovcach, a następnie ukończył studia na Wydziale Teologicznym Uniwersytetu Czerniowieckiego. W trakcie studiów, 4 kwietnia 1895, złożył wieczyste śluby mnisze przed przełożonym monasteru Beočin, archimandrytą Platonem. W tym samym roku został wyświęcony na hierodiakona. W 1897 obronił w Czerniowcach pracę doktorską. Po powrocie do monasteru otrzymał godność archidiakona, zaś 20 marca 1898 został wyświęcony na hieromnicha. W 1899 otrzymał godność protosyngla, zaś 7 maja 1901 został archimandrytą. Został również zatrudniony w seminarium duchownym w Sremskich Karlovcach jako wykładowca prawa kanonicznego, katechetyki oraz pedagogiki. Przez pewien czas był również przełożonym monasteru Beočin i członkiem redakcji cerkiewnego pisma „Bogoslovski glasnik”.
27 listopada 1903 został nominowany na biskupa temesvarskiego, jego chirotonia biskupia odbyła się 27 marca 1904 w soborze św. Mikołaja w Sremskich Karlovcach. W maju tego samego roku został intronizowany w soborze Wniebowstąpienia Pańskiego w Temesvarze. Szczególnie angażował się w pracę na rzecz rozwoju serbskiego szkolnictwa, także poza granicami swojej eparchii. Był inicjatorem opracowania i wdrożenia nowego programu nauki religii prawosławnej w szkołach serbskich w Austro-Węgrzech i sam napisał katechizm do użytku szkolnego. Wizytował szkoły na terenie metropolii karłowickiej, w Bośni i Hercegowinie.
Po śmierci patriarchy karłowickiego Lucjana został locum tenens metropolii karłowickiej; władze austriackie podczas I wojny światowej nie zgodziły się na organizację serbskiego soboru i wybór nowego patriarchy. Zarządzał również wakującymi eparchią górnokarłowicką i eparchią Baczki. W 1920 biskup Jerzy został wybrany na nowego ordynariusza tej ostatniej, jednak po kilku tygodniach zrezygnował z katedry i postanowienie to zostało anulowane. Pozostał na katedrze temesvarskiej i przebywał w tymże mieście do momentu, gdy znalazło się ono w granicach Rumunii. Wówczas przeniósł się do Velikiej Kikindy i stamtąd administrował częścią eparchii, która znalazła się w granicach Jugosławii, a w miarę możliwości opiekował się Serbami w pozostałej części administratury. W 1931, po zmianach granic eparchii, został ordynariuszem eparchii banackiej i pozostał na niej do śmierci.
Na jej terytorium odnowił zniszczony w 1788 monaster Kusić, zaś od podstaw wzniósł monaster św. Melanii w Petrovgradzie. Ufundował także internaty męski i żeński dla serbskich uczniów, studentów i studentek w Velikiej Kikindzie oraz Temesvarze. Zainicjował również budowę szeregu nowych wiejskich cerkwi w eparchii banackiej.
Autor przekładów tekstów teologicznych i artykułów, pisał również własne teksty do prasy cerkiewnej. Z kolei jego katechizm został w okresie międzywojennym przełożony na język czeski, na użytek Kościoła Prawosławnego Czech i Słowacji, który w pierwszych latach swojego istnienia i rozwoju podlegał Patriarchatowi Serbskiemu. Był ponadto współautorem (razem z metropolitą Czarnogóry i Przymorza Gabrielem i biskupem bitolskim Józefem) ustawu cerkiewnego odnowionego Patriarchatu Serbskiego w 1919.
Zmarł w 1935 w Belgradzie, dokąd udał się na obrady Świętego Soboru Serbskiego Kościoła Prawosławnego. Został pochowany w soborze katedralnym we Vršacu.